# Разон Сергій Вікторович
Сергі́й Ві́кторович Разон — старший лейтенант Збройних сил України, учасник російсько-української війни, що відзначився під час російського вторгнення в Україну в 2022 році.

## Життєпис
Після навчання в Ніжинському училищі культури і мистецтв ім. М. Заньковецької навчався на історико-правознавчому факультеті НДУ ім. М. Гоголя. У 2005—2009 рр. працював начальником відділу культури і туризму Ніжинської міської ради, в 2011 році був обраний депутатом Ніжинської районної ради (до 2015 року). Працював викладачем хореографічних дисциплін в Ніжинській дитячій школі мистецтв.

## Нагороди
- орден Богдана Хмельницького III ступеня (2022) — за особисту мужність і самовіддані дії, виявлені у захисті державного суверенітету та територіальної цілісності України, вірність військовій присязі[3].